# Curb
Curb – debiutancki album kanadyjskiej grupy rockowej Nickelback, wydany 3 marca 1996 roku. Album ukazał się początkowo niezależnie, jedynie w ojczystej Kanadzie. Współproducentem krążka został Larry Anschell, właściciel studia nagraniowego „Turtle Recording Studios”, w którym został nagrany materiał. Jest to jedyny album długogrający w dyskografii grupy nagrany z perkusistą Brandonem Kroegerem, który rozstał się z zespołem w roku 1998. Po podpisaniu kontraktu z wytwórnią Roadrunner Records, 25 czerwca 2002 roku ukazała się reedycja albumu wydana także w Europie. Album nie odniósł sukcesu, dotarł za to do 182 miejsca na prestiżowej liście Billboard 200.

## Pisanie i nagrywanie
Na początku 1996 wokalista grupy Chad Kroeger pożyczył od ojczyma 1500 dolarów i przekonał swego brata Mike’a Kroegera, przyjaciela Ryana Peake oraz kuzyna Brandona Kroegera do nagrania ich w studiu w Vancouver. Przyjaciel Mike’a Kroegera zarezerwował im czas w studiu należącym do „Crosstown Studios”. W przeciągu kilku dni nagrali EP „Hesher”, na którym znalazło się 7 premierowych utworów. Grupa nagrywała pod okiem producenta Jeffa Bonda. W lutym na rynku w liczbie ponad dziesięciu tysięcy egzemplarzy ukazała się wspomniana EP-ka. Kiedy sprzedaż minialbumu przekroczyła liczbę 10 000 kopii, wycofano ją z produkcji, na rzecz nagrania albumu długogrającego.
Właściciel studia „Turtle Recording Studios”, Larry Anschell poznał zespół przez ich managera Clyde’a Hilla. Był on producentem zespołu Jar w MR Management. Zespołowi spodobała się płyta wyprodukowana przez Anschella, który zaprosił grupę do swojego studia na przesłuchanie. Po przesłuchaniu grupa wraz z Anschellem podjęła wspólnie decyzję o nagraniu materiału na debiutancki album.
Prace nad płytą trwały od stycznia 1996 roku. Zespół część utworów nagrał w „Crosstown Studios” pod okiem producenta Jeffa Bonda (cześć tych utworów została zamieszczona na albumie „Hesher”), a część w „Turtle Recording Studios” pod okiem producenta Larry’ego Anschella. Sesja nagraniowa trwała 10 dni. Zespół nagrał w tym czasie 8 premierowych utworów, oraz wykorzystał 4 utwory zawarte na minialbumie „Hesher” („Where?”, „Fly”, „Left”, „Window Shopper”).
Tytuł krążka, został zaczerpnięty z utworu o tej samej nazwie, który trafił na płytę. Okładka płyty z oryginalnego wydania albumu z 1996 roku, przedstawia wrak samochodu po wypadku. Utwór „Curb” opisuje autentyczną historię przyjaciela wokalisty, Chada Kroegera, mianowicie tekst opowiada o tym jak pewnego wieczoru chłopak wymknął się z domu, wziął samochód i postanowił pojechać do swej dziewczyny, aby zrobić jej niespodziankę. Wyjechał na zakurzone wzgórze, gdzie zderzył się czołowo z samochodem jadącym z naprzeciwka. Będąc zakrwawionym, zdołał się wydostać z samochodu, i otworzyć drzwi drugiego samochodu. W środku znajdowała się jego dziewczyna, która poniosła śmierć. Wokalista w tym utworze próbował wyobrazić sobie co Jego przyjaciele czuli tamtej nocy. Okładka z wydania z 2002 roku, przedstawia jedynie drogę.

## Brzmienie, wydanie, promocja
Premiera krążka nastąpiła 3 marca 1996 roku. Album ukazał się niezależnie, wydany jedynie w Kanadzie. Aby jak najlepiej wypromować album, członkowie zespołu sami wykonywali plakaty koncertowe, oraz jeździli do rozgłośni radiowych z własnymi nagraniami.
Utwory zawarte na albumie charakteryzują się ciężkim oraz surowym brzmieniem gitar. Na albumie usłyszeć można zarówno utwory utrzymane w hardrockowym stylu, jak i post grunge’owym. Album zawiera także ciężkie kompozycje zahaczające o brzmienie zbliżone do metalu alternatywnego. Grupa dążyła do jak najcięższego brzmienia. Teksty do wszystkich utworów napisał wokalista grupy, Chad Kroeger, który wraz z Larrym Anschellem jest producentem krążka. Utwory zarówno z „Heshera”, jak i debiutanckiego krążka były dość często puszczane w lokalnych kanadyjskich stacjach radiowych, dzięki czemu płyta cieszyła się w miarę umiarkowanym powodzeniem i pozwoliła grupie zaistnieć na kanadyjskim rynku.
W 1997 roku grupa podpisała kontrakt z małą kanadyjską niezależną wytwórnią fonograficzną Shoreline Records. 17 czerwca grupa wydała swój pierwszy teledysk do singlowego utworu „Fly”. W pomaganiu powstania clipu grupie pomogła firma Pyramid Productions. Muzyka grupy była także wykorzystywana m.in. w serialu Highlander, a utwór „Fly” trafił na soundtrack do filmu „Horsey”.
13 czerwca grupa ruszyła w swą pierwszą trasę koncertową „Curb Tour”, która obejmowała małe lokalne kluby w większych i mniejszych miastach Kanady. Trasa trwała pół roku i zakończyła się 20 grudnia. W tym czasie zespół dał 27 koncertów, grając materiał zarówno z płyty „Curb”, jak i wiele coverów, m.in. Pearl Jam czy Red Hot Chili Peppers. W zorganizowaniu trasy grupie pomagał pierwszy manager Clyde Hill.

## Reedycja
25 czerwca 2002 roku, po ogromnym sukcesie płyty „Silver Side Up”, wytwórnia Roadrunner Records wydała reedycję płyty, dzięki czemu fani zespołu w Europie mogli zapoznać się z albumem, który przed sześcioma laty został wydany jedynie w Kanadzie. Album różnił się okładką, zdjęcia wewnątrz krążka wykonał Daniel Moss. Krążek został ponownie zmasteringowany tym razem przez George’a Marino w „Sterling Sound”. Dzięki tej reedycji sprzedaż krążka wyniosła ponad 100 tysięcy kopii na całym świecie. W marcu 2010 roku, album po 14 latach od momentu wydania, uzyskał status złotej płyty w Kanadzie za sprzedaż 50.000 egzemplarzy.

## Konflikt z producentem
W 2003 roku, studio nagrań złożyło w Sądzie Najwyższym w prowincji Kolumbia Brytyjska pozew przeciwko grupie Nickelback. Producent krążka Larry Anschell z „Turtle Recording Studios” twierdzi że on, jak i jego spółka posiada prawa producenckie i własnościowe do utworów zawartych na albumie. Anschell domagał się ustawowego odszkodowania oraz pokrycia kosztów prawnych. Ostatecznie spór wygrała grupa Nickelback.
W lipcu 2002 roku, Nickelback wygrał proces przeciwko swoim byłym managerom, dotyczący prawa własności do krążka. Grupa zarzuciła firmie Amar Canada Productions oraz Clyde’owi Hillowi, że nielegalnie posiadają kopię-matkę tego albumu.

## Lista utworów
| Nr  |  | Tytuł            | Tekst        | Muzyka                 | Długość |
| --- |  | ---------------- | ------------ | ---------------------- | ------- |
| 1.  |  | „Little Friend”  | Chad Kroeger | Nickelback             | 3:48    |
| 2.  |  | „Pusher”         | Chad Kroeger | Nickelback             | 4:00    |
| 3.  |  | „Detangler”      | Chad Kroeger | Nickelback             | 3:40    |
| 4.  |  | „Curb”           | Chad Kroeger | Nickelback             | 4:50    |
| 5.  |  | „Where?”         | Chad Kroeger | Nickelback / Jeff Boyd | 4:25    |
| 6.  |  | „Falls Back On”  | Chad Kroeger | Nickelback             | 2:57    |
| 7.  |  | „Sea Groove”     | Chad Kroeger | Nickelback             | 3:58    |
| 8.  |  | „Fly”            | Chad Kroeger | Nickelback / Jeff Boyd | 2:53    |
| 9.  |  | „Just Four”      | Chad Kroeger | Nickelback             | 3:54    |
| 10. |  | „Left”           | Chad Kroeger | Nickelback / Jeff Boyd | 4:03    |
| 11. |  | „Window Shopper” | Chad Kroeger | Nickelback / Jeff Boyd | 3:42    |
| 12. |  | „I Don’t Have”   | Chad Kroeger | Nickelback             | 4:06    |
|     |  |                  |              |                        |         |

## Twórcy
Nickelback
- Chad Kroeger – śpiew, gitara rytmiczna, produkcja
- Ryan Peake – gitara prowadząca, wokal wspierający
- Mike Kroeger – gitara basowa
- Brandon Kroeger – perkusja

Muzycy sesyjni
- Ariel Watson – wiolonczela – utwór (4)
- Boyd Grealy – perkusja – utwór (4)

Produkcja
- Nagrywany: Styczeń – Luty 1996 roku w Studio „Trutle Records Studios” w Vancouver
- Producent muzyczny: Chad Kroeger, Larry Anschell oraz Jeff Boyd (utwory (5), (8), (10), (11))
- Miks albumu: Larry Anschell w „Turtle Recording Studios” (Luty 1996)
- Mastering: Larry Anschell
- Inżynier dźwięku: Larry Anschell
- Zdjęcia: Mr. Scott
- Legal Representation: Jonathan Simkin
- Utwory „Fly” oraz „Window Shopper” wyprodukowane przez Jeffa Bonda w „Crosstown Studios”, miks: Larry Anschell w „Turtle Recording Studios”, mastering: Larry Anschell oraz George Leger w „Utopia Parkway”
- Aranżacja: Chad Kroeger, Mike Kroeger, Ryan Peake, Brandon Kroeger
- Teksty piosenek: Chad Kroeger
- Management: Amar Management
- Manager: Clyde Hill
- Wytwórnia: Wydany niezależnie

Reedycja (25 czerwca 2002):
- Producent muzyczny: Chad Kroeger, Larry Anschell
- Mastering: George Marino w „Sterling Sound”
- Zdjęcie okładki: Daniel Moss
- Zdjęcia wewnątrz krążka: Mr. Scott
- Management: Bryan Coleman
- Miks: Larry Anschell
- Wytwórnia: Roadrunner, EMI

## Certyfikacje
- Kanada – Złota płyta (Marzec 2010) (RIAA)

## Wydania albumu
| Kontynent | Wydawca            | Data wydania    | Wersja |
| --------- | ------------------ | --------------- | ------ |
| Kanada    | Wydanie niezależne | 3 marca 1996    | CD     |
| Europa    | EMI                | 25 czerwca 2002 | CD     |

## Pozycje
| Lista           | Najwyższa pozycja | Data          |
| --------------- | ----------------- | ------------- |
| Billboard 200   | 182               | 13 lipca 2002 |
| Szwajcaria      | 72                | –             |
| UK Albums Chart | 185               | –             |